# Fernando Pinto
Fernando Abs da Cruz Souza Pinto GOM • GCME (Porto Alegre, 12 de junho de 1949) é um empresário e engenheiro brasileiro, diretor-executivo da TAP Portugal desde outubro de 2000 até janeiro de 2018, tendo passado a presidência a Antonoaldo Neves.

## Biografia
Possui uma licenciatura em engenharia mecânica pela Universidade Federal do Rio de Janeiro. É piloto particular, fundador da primeira fábrica de aeronaves ligeiras no Brasil: Microleve Com. e lnd. Ltda.
Foi presidente e CEO da Varig entre 1996 e 2000, em meio à crise financeira, após a abertura da economia do mercado brasileiro dos anos 1990. Durante seu mandato, modernizou o setor de reservas de passagens aéreas, transformando-o numa central de vendas e na principal porta de entrada dos clientes. Também durante seu mandato, inseriu a Varig na Star Alliance.
Durante seus serviços para a TAP Portugal, usou a localização geográfica de Portugal na ponta mais a sudoeste da Europa para intensificar as ligações do continente europeu com a América Latina, especialmente Brasil, e África. Antes de juntar-se a TAP, a transportadora tinha apenas 18 voos semanais para o Brasil. Agora tem 70 freqüências semanais para dez aeroportos brasileiros e também tem cerca de 70 freqüências semanais para 13 destinos africanos.
No final de janeiro de 2018, Fernando Pinto deixou a presidência executiva da TAP. Antonoaldo Neves foi o seu sucessor.
Foi divulgado em setembro de 2018 que Pinto tinha sido acusado pelo DCIAP em tribunal português de má gestão na aquisição da Varig Engenharia e Manutenção (VEM).

### Cargos exercidos
Foi também o presidente da Associação de Companhias Aéreas Europeias (AEA).
Foi também em diretor de IATA até 24 abril 2017.

## Condecorações
Foi agraciado com os seguintes graus de ordens honoríficas portuguesas: Grande-Oficial da Ordem do Mérito (8 de novembro de 2005) e Grã-Cruz da Ordem do Mérito Empresarial Classe Industrial (12 de janeiro de 2018).